# Коче
Коче (исп. Isla de Coche) — остров в Карибском море.
Коче расположен в восточной части Подветренных островов, южнее острова Маргарита. Население — 8200 человек. Административно относится к венесуэльскому островному штату Нуэва-Эспарта, образуя муниципалитет Вильяльба.
Остров Коче площадью 61 км² равнинный, высшая точка — всего 28 м над уровнем моря. В ясную погоду с берега хорошо видны как соседняя Маргарита, так и материковая Венесуэла.
Основу экономики острова составляет туризм. Кроме пляжного отдыха, здесь хорошие условия для виндсёрфинга и кайтбординга — ветер достигает 50 км/ч при маленьких волнах. Некоторые жители острова заняты в рыболовстве.

## Галерея

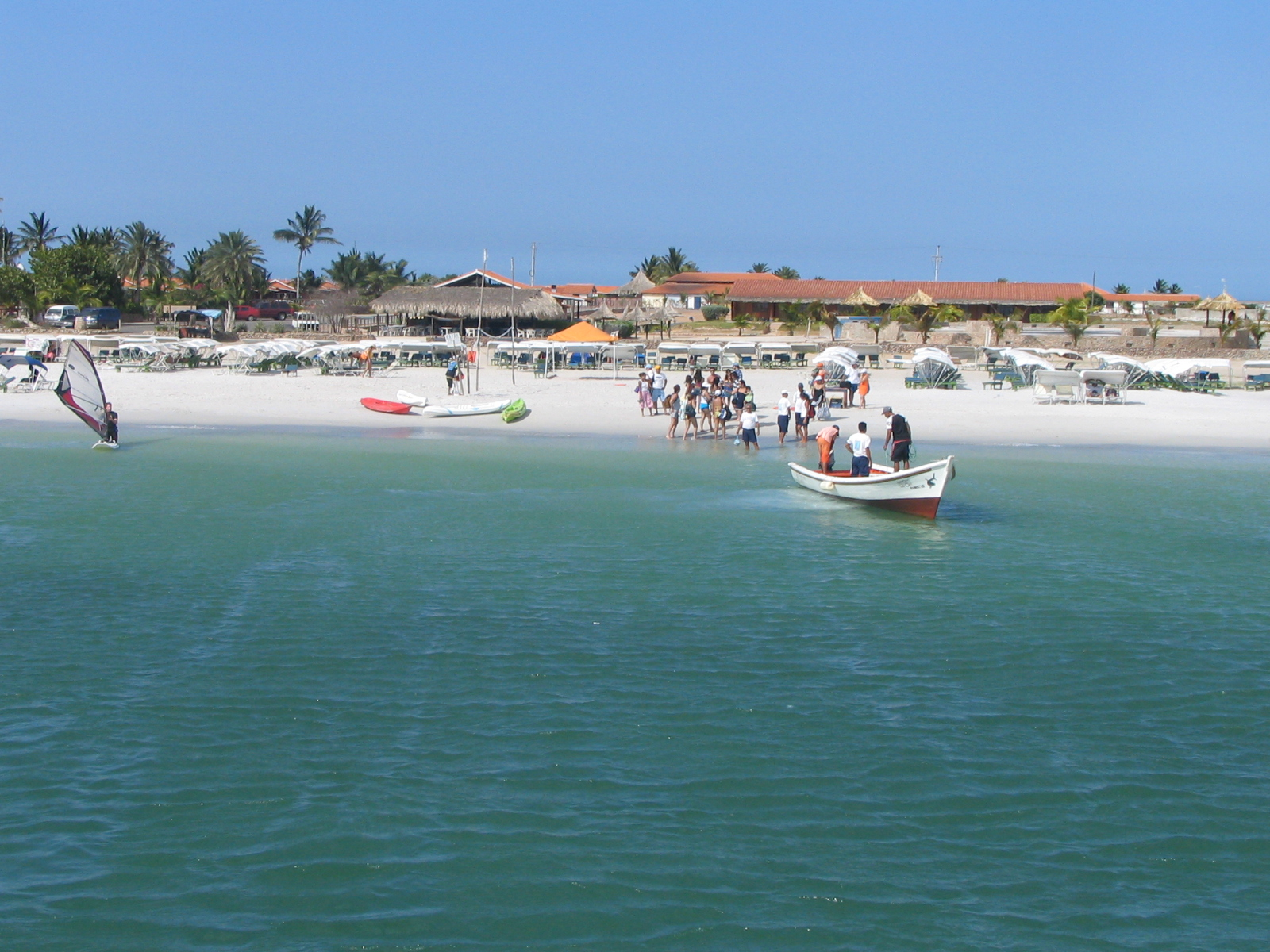
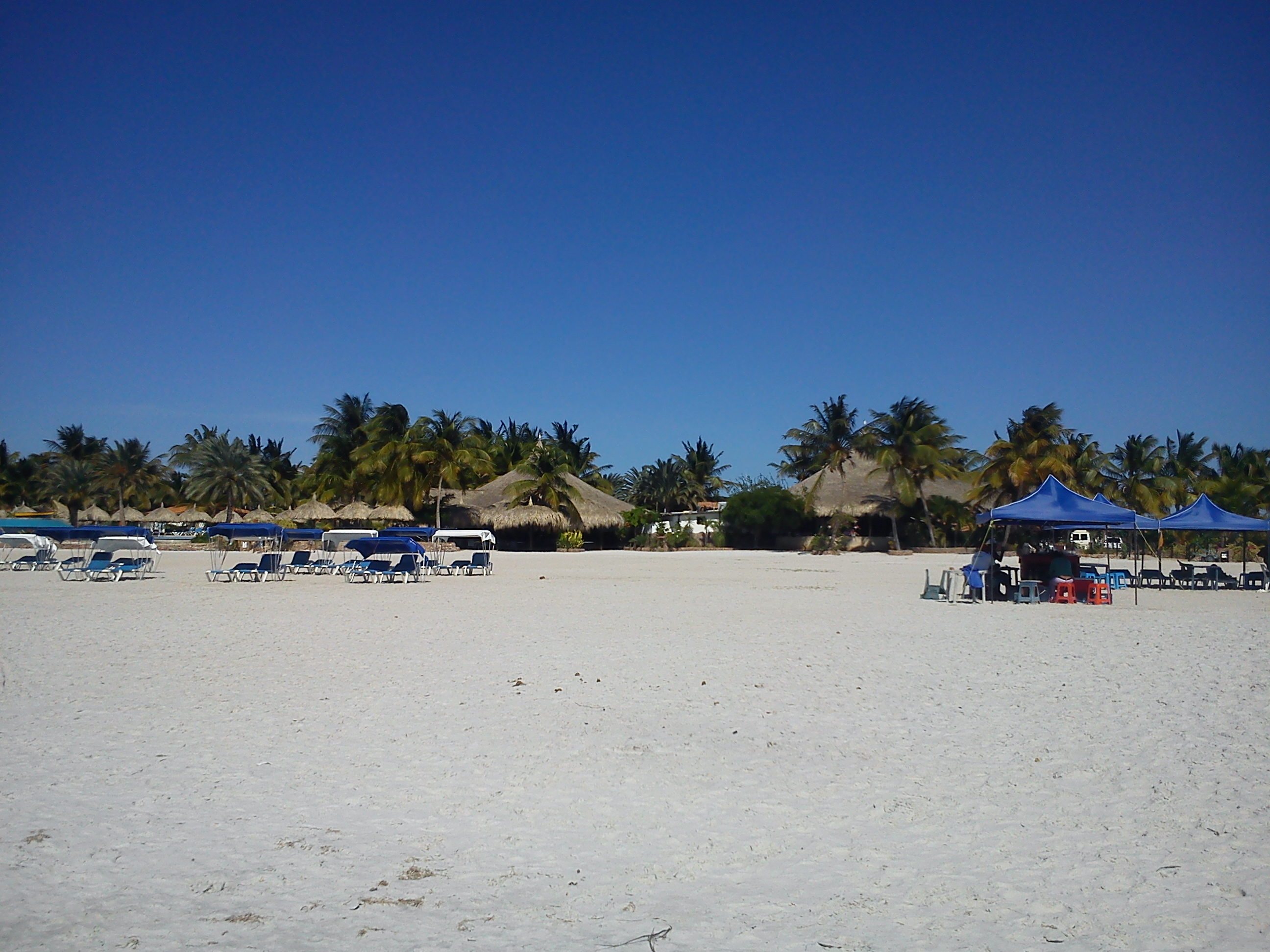
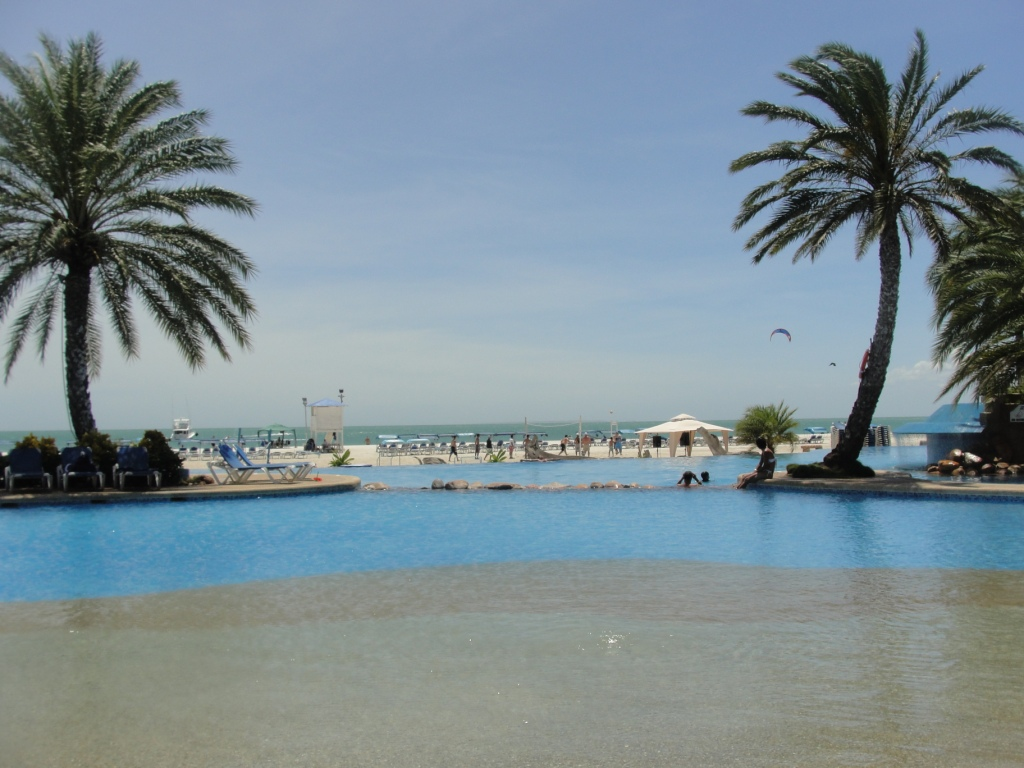
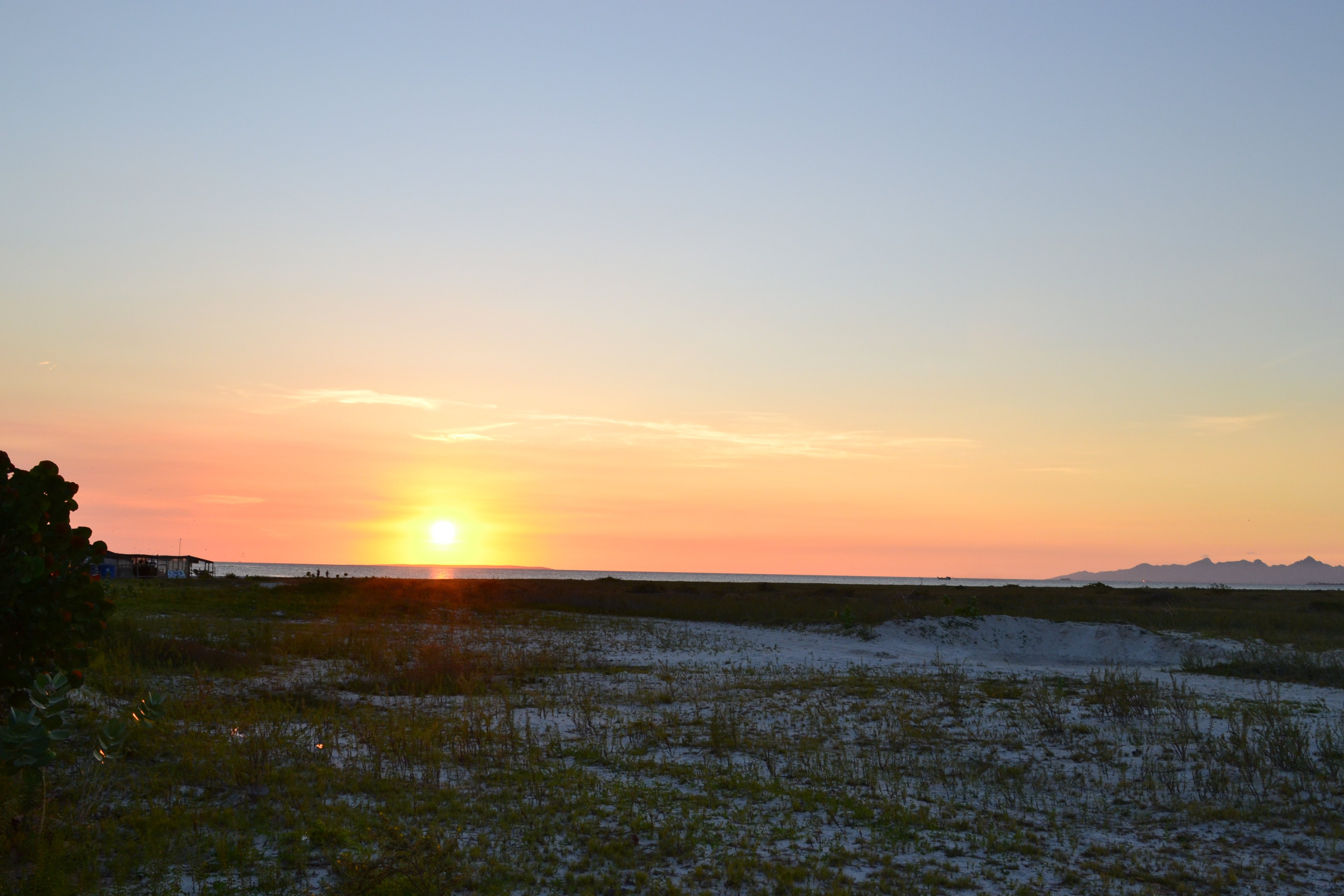